# Asota stipata
Asota stipata là một loài bướm đêm trong họ Erebidae.